# Denhamia bilocularis
Denhamia bilocularis är en benvedsväxtart som först beskrevs av F. Müll., och fick sitt nu gällande namn av M.P.Simmons. Denhamia bilocularis ingår i släktet Denhamia och familjen Celastraceae. Inga underarter finns listade.